# Daniel Ludueña
Daniel Emmanuel Ludueña (* 27. Juli 1982 in Córdoba), auch bekannt unter dem Spitznamen El Hachita (dt. Das Beilchen), ist ein argentinischer Fußballspieler, der vorwiegend im offensiven Mittelfeld agiert.

## Laufbahn
„El Hachita“ Ludueña begann seine Laufbahn im Nachwuchsbereich des argentinischen Rekordmeisters CA River Plate, bei dem er auch seinen ersten Profivertrag erhielt. In den Spielzeiten 2003 und 2004 gewann er mit den Millonarios die argentinische Fußballmeisterschaft.
Anschließend wechselte er nach Mexiko, wo er die Jahre 2005 und 2006 bei den UAG Tecos verbrachte, für die er 72 Punktspieleinsätze absolvierte und 30 Tore erzielte.
Anfang 2007 wechselte er zum Ligakonkurrenten Santos Laguna, für den er in den folgenden sechs Jahren 217 Punktspieleinsätze absolvierte und 63 Treffer erzielte. In seiner zweiten Halbsaison bei den Guerreros wurde Ludueña in der Apertura 2007 zum Fußballer des Jahres in Mexiko gewählt und in der anschließenden Clausura 2008 gewann er mit den Laguneros ebenso die mexikanische Fußballmeisterschaft wie noch einmal vier Jahre später in der Clausura 2012.
Das komplette Jahr 2013 verbrachte er beim CF Pachuca, für den er 32 Punktspieleinsätze absolvierte und zwei Tore erzielte. Die nächsten zweieinhalb Jahre stand Ludueña bei den UNAM Pumas unter Vertrag, für die er 77 Punktspieleinsätze absolvierte und neun Treffer erzielte.
In der zweiten Hälfte des Jahres 2016 spielte Ludueña für seinen Heimat- und Lieblingsverein CA Talleres.
Zur Clausura 2017 kehrte „Hachita“ Ludueña nach Mexiko zurück, wo er seither in der Ascenso MX für den Tampico-Madero FC tätig ist.

## Erfolge
- Argentinischer Meister: 2003, 2004
- Mexikanischer Meister: Clausura 2008, Clausura 2012